# Событие (объектно-ориентированное программирование)
Событие в объектно-ориентированном программировании — это сообщение, которое возникает в различных точках исполняемого кода при выполнении определённых условий.
События предназначены для того, чтобы иметь возможность предусмотреть реакцию программного обеспечения.
Для решения поставленной задачи создаются обработчики событий: как только программа попадает в заданное состояние, происходит событие, посылается сообщение, а обработчик перехватывает это сообщение. В общем случае в обработчик не передаётся ничего, либо передаётся ссылка на объект, инициировавший (породивший) обрабатываемое событие. В особых случаях в обработчик передаются значения некоторых переменных или ссылки на какие-то другие объекты, чтобы обработка данного события могла учесть контекст возникновения события.
Самое простое событие — это событие, сообщающее о начале или о завершении некоторой процедуры. Событие, по сути, сообщает об изменении состояния некоторого объекта. Наиболее наглядно события представлены в пользовательском интерфейсе, когда каждое действие пользователя порождает цепочку событий, которые, затем обрабатываются в приложении.

## Общее описание
В объектно-ориентированном анализе для описания динамического поведения объектов принято использовать модель состояний.
Событие — это переход объекта из одного состояния в другое. Взаимодействие объектов также осуществляется при помощи событий: изменение состояния одного объекта приводит к изменению состояния другого объекта, а событие оказывается средством связи между объектами.
Согласно, событие — это «абстракция инцидента или сигнала в реальном мире, который сообщает нам о перемещении чего-либо в новое состояние». Далее, выделяются четыре аспекта события:
- метка — уникальный идентификатор события.
- значение — текстовое сообщение о сути произошедшего.
- предназначение — модель событий, которая принимает событие.
- данные — данные, которые переносятся от одного объекта к другому.

## Примеры
Первый ряд примеров событий доставляет собственно сам жизненный цикл объекта:
- создание объекта;
- уничтожение объекта.

Более сложные примеры событий возникают тогда, когда у объекта появляются внутренние состояния, которые описываются соответствующей диаграммой переходов (из одного состояния в другое).

### События в.Net
События позволяют классу или объекту уведомлять другие классы или объекты о возникновении каких-либо ситуаций. Класс, отправляющий (или вызывающий) событие, называется издателем, а классы, принимающие (или обрабатывающие) событие, называются подписчиками.
События представляют собой экземпляры делегатов, способные хранить, добавлять и удалять делегаты такого же типа (обработчики событий). При вызове события вызываются все делегаты, которые были добавлены к событию. События могут быть вызваны только из класса или объекта, которому принадлежит событие. 
Делегатно-событийная модель, применяемая, например, при разработке графических интерфейсов, основана на:
- управляющем объекте, который является источником событий
- наблюдателе, который также называется обработчиком событий, который получает уведомления о событиях от источника
- интерфейсах (в более широком смысле), которые описывают способ (протокол) обмена событиями.

К тому же, модель требует, чтобы:
- каждый наблюдатель реализовал интерфейс для событий, на которые он хочет подписаться
- каждый наблюдатель должен зарегистрироваться в источнике, чтобы выразить о намерении получать события.
- каждый раз, когда источник генерирует событие, он передаёт его наблюдателям по протоколу интерфейса.

#### В C#
```
delegate
 
void
 
Notifier
 
(
string
 
sender
);

class
 
Model
 
{

    
public
 
event
 
Notifier
 
notifyViews
;

    
public
 
void
 
Change
()
 
{
 
...
 
notifyViews
(
"Model"
);
 
}

}

class
 
View1
 
{

    
public
 
View1
(
Model
 
m
)
 
{

        
m
.
notifyViews
 
+=
 
new
 
Notifier
(
this
.
Update1
);

    
}

    
void
 
Update1
(
string
 
sender
)
 
{

        
Console
.
WriteLine
(
sender
 
+
 
" was changed during update"
);
 

    
}

}

class
 
View2
 
{

    
public
 
View2
(
Model
 
m
)
 
{

        
m
.
notifyViews
 
+=
 
new
 
Notifier
(
this
.
Update2
);
 

    
}

    
void
 
Update2
(
string
 
sender
)
 
{

        
Console
.
WriteLine
(
sender
 
+
 
" was changed"
);
 

    
}

}

class
 
Test
 
{

    
static
 
void
 
Main
()
 
{

        
Model
 
model
 
=
 
new
 
Model
();

        
new
 
View1
(
model
);

        
new
 
View2
(
model
);

        
model
.
Change
();
 
// Оба метода Update1 и Update2 вызовутся.

    
}

}

```

#### В VB.NET
В VB.NET события объявляются ключевым словом Event. Если опущен тип делегата, то компилятор сам создаст его, который может в дальнейшем содержать ссылку на метод, реализованный в подписчике.
Реализовать подписку на событие можно несколькими способами:
- evtSample As sampleDel — механизм регистрации обработчика события для данного типа декларации должен быть предоставлен классом с объявленным событием. Событие генерируется путём вызова метода в делегате evtSample.
- Public Event evtSample As sampleDel — обработчик событий может быть зарегистрирован с помощью оператора AddHandler, который свяжет событие источника и метод в классе подписчика. Событие реализуется с помощью объявленного делегата sampleDel. Событие генерируется используя оператор RaiseEvent.
- Public Event evtSample — обработчик события будет зарегистрирован с помощью ключевых слов WithEvents в объявлении экземпляра класса и Handles в самой декларации метода класса подписчика. Событие реализуется с помощью неявно объявленного делегата. Событие генерируется используя оператор RaiseEvent.

```
Imports
 
System

Public
 
Class
 
CTimer

    
Delegate
 
Sub
 
SecondDel
(
ByVal
 
xintTime
 
As
 
Integer
)

    
Private
 
evtSecond
 
As
 
SecondDel

    
Public
 
Event
 
evtMinute
 
As
 
SecondDel

    
Public
 
Event
 
evtHour
(
ByVal
 
xHour
 
As
 
Integer
)

    
public
 
Shared
 
lngSeconds
 
As
 
Long

    

    
Public
 
Sub
 
Register
(
ByVal
 
objSecond
 
As
 
SecondDel
)

        
evtSecond
 
=
 
evtSecond
.
Combine
(
evtSecond
,
 
objSecond
)

    
End
 
Sub

    

    
Public
 
Sub
 
OnTimer
()

        
lngSeconds
 
=
 
lngSeconds
 
+
 
1

        
If
 
lngSeconds
 
Mod
 
5
 
=
 
0
 
Then

            
evtSecond
(
lngSeconds
)
 
'Вызов метода делегата

        
End
 
If

        
If
 
lngSeconds
 
Mod
 
10
 
=
 
0
 
Then

            
RaiseEvent
 
evtMinute
(
lngSeconds
)
 
'Генерация события

        
End
 
If

        
If
 
lngSeconds
 
Mod
 
30
 
=
 
0
 
Then

            
RaiseEvent
 
evtHour
(
lngSeconds
)
 
'Генерация события

        
End
 
If

    
End
 
Sub

End
 
Class

Public
 
Class
 
CClock

    

    
Private
 
WithEvents
 
mobjTimer
 
As
 
CTimer
 
'Объявление объекта класса, с возможностью подключения к событиям

    

    
Sub
 
New
()

        
mobjTimer
 
=
 
New
 
CTimer
()

        
mobjTimer
.
Register
(
New
 
CTimer
.
SecondDel
(
AddressOf
 
SecondEvent
))
 
'Регистрация события через метод предоставленный классом

        
AddHandler
 
mobjTimer
.
evtMinute
,
 
AddressOf
 
MinuteEvent
 
'Регистрация события с помощью оператора AddHandler

        
While
 
(
mobjTimer
.
lngSeconds
 
<
 
60
)

            
mobjTimer
.
OnTimer
()

            
System
.
Threading
.
Thread
.
Sleep
(
100
)

        
End
 
While

    
End
 
Sub

    

    
Private
 
Sub
 
SecondEvent
(
ByVal
 
xintTime
 
As
 
Integer
)

        
Console
.
WriteLine
(
"Second's Event"
)

    
End
 
Sub

    
Private
 
Sub
 
MinuteEvent
(
ByVal
 
xintTime
 
As
 
Integer
)

        
Console
.
WriteLine
(
"Minute's Event"
)

    
End
 
Sub

    
'Регистрация события с помощью ключевого слова Handles

    
Private
 
Sub
 
mobjTimer_evtHour
(
ByVal
 
xintTime
 
As
 
Integer
)
 
Handles
 
mobjTimer
.
evtHour

        
Console
.
WriteLine
(
"Hour's Event"
)

    
End
 
Sub

    
Public
 
Shared
 
Sub
 
Main
()

        
Dim
 
cc1
 
=
 
New
 
CClock
()

    
End
 
Sub

End
 
Class

```